# Collection (álbum de 2NE1)
Collection es el álbum debut japonés del grupo surcoreano 2NE1. Fue lanzado al mercado el 28 de marzo de 2012 en Japón.

## Lista de canciones
| N.º   | Título                             | Escritor(es)                          | Duración |  |
| 1.    | «Fire»                             | Teddy, Sunny Boy                      | 3:45     |  |
| 2.    | «Scream»                           | Teddy, Verbal (m-flo)                 | 3:42     |  |
| 3.    | «Go Away»                          | Teddy, Shoko Fujibayashi, Sunny Boy   | 3:39     |  |
| 4.    | «Follow Me»                        | Teddy, Kenn Kato                      | 3:08     |  |
| 5.    | «I Don't Care»                     | Teddy, E.Knock, Rina Moon, Sunny Boy  | 4:00     |  |
| 6.    | «I Am the Best»                    | Teddy, 17J                            | 3:31     |  |
| 7.    | «It Hurts (Slow)»                  | E.Knock, Tatsuji Ueda                 | 4:16     |  |
| 8.    | «Clap Your Hands»                  | E.Knock, Sunny Boy                    | 3:42     |  |
| 9.    | «Love Is Ouch»                     | Masta Wu, Ritsuko Tanifuji, Sunny Boy | 3:53     |  |
| 10.   | «Ugly»                             | Teddy, Kenn Kato                      | 4:09     |  |
| 11.   | «Like A Virgin» (Cover de Madonna) | Tom Kelly, Billy Steinberg            | 4:14     |  |
| 41:51 |                                    |                                       |          |  |

## Posicionamiento en listas

### Semanales
| Japón | Oricon Album Charts | 4 |

## Ventas y certificaciones
| País           | Ventas |
| -------------- | ------ |
| Japón (Oricon) | 40,775 |